# Anselmo Hevia Requelme
	Anselmo Heiva Riquelme (Curicó, 15 de mayo de 1856-Santiago, 28 de mayo de 1925) fue un político, abogado, juez, bombero y diplomático chileno que rindió desde mayo hasta julio de 1919 como Ministro del Interior de Chile durante el gobierno de Juan Luis Sanfuentes. Es hijo de Isidro Hevia Rojas y de Mercedes Riquelme Roa y se casó con Sofía Rahausen.
Estudió en el Liceo Curicó y en 1877 se titularía como Abogado en la Universidad de Chile.
Fue juez subrogante de letras de Curicó, juez suplente de la Corte Comercial de Santiago, juez suplente Civil en Santiago. Intendente de Valparaíso, Regidor de Santiago, Alcalde de Talca, diputado por Antofagasta, Taltal y Tocopilla; Angol, Traiguén, Collipulli; Rere y Puchacay.
Ministro de Industrias y Obras Públicas desde el 8 de febrero al 12 de junio de 1907, Ministro de Interior desde el 3 de mayo al 9 de julio de 1919. Ministro Plenipotenciario en Brasil, Japón y México, donde se encontraba durante los acontecimientos de la Decena Trágica en los cuales intentó salvar la vida del presidente Francisco I. Madero.
Fue militante del Partido Radical del cual fue tesorero.
En su labor como bombero trabajaría en la compañía ESMERALDA de la cual fue comandante en 1890-92, año el cual dejaría el cargo para convertirse en Director de la compañía (1892-1908).
Falleció en 28 de mayo de 1925.